# Ferdinando Alberto II di Brunswick-Lüneburg
Ferdinando Alberto II di Brunswick-Lüneburg (Bevern, 29 maggio 1680 – Braunschweig, 2 settembre 1735) fu duca di Brunswick-Lüneburg, ufficiale nelle armate del Sacro Romano Impero e principe di Wolfenbüttel nel 1735.

## Biografia

### Giovinezza

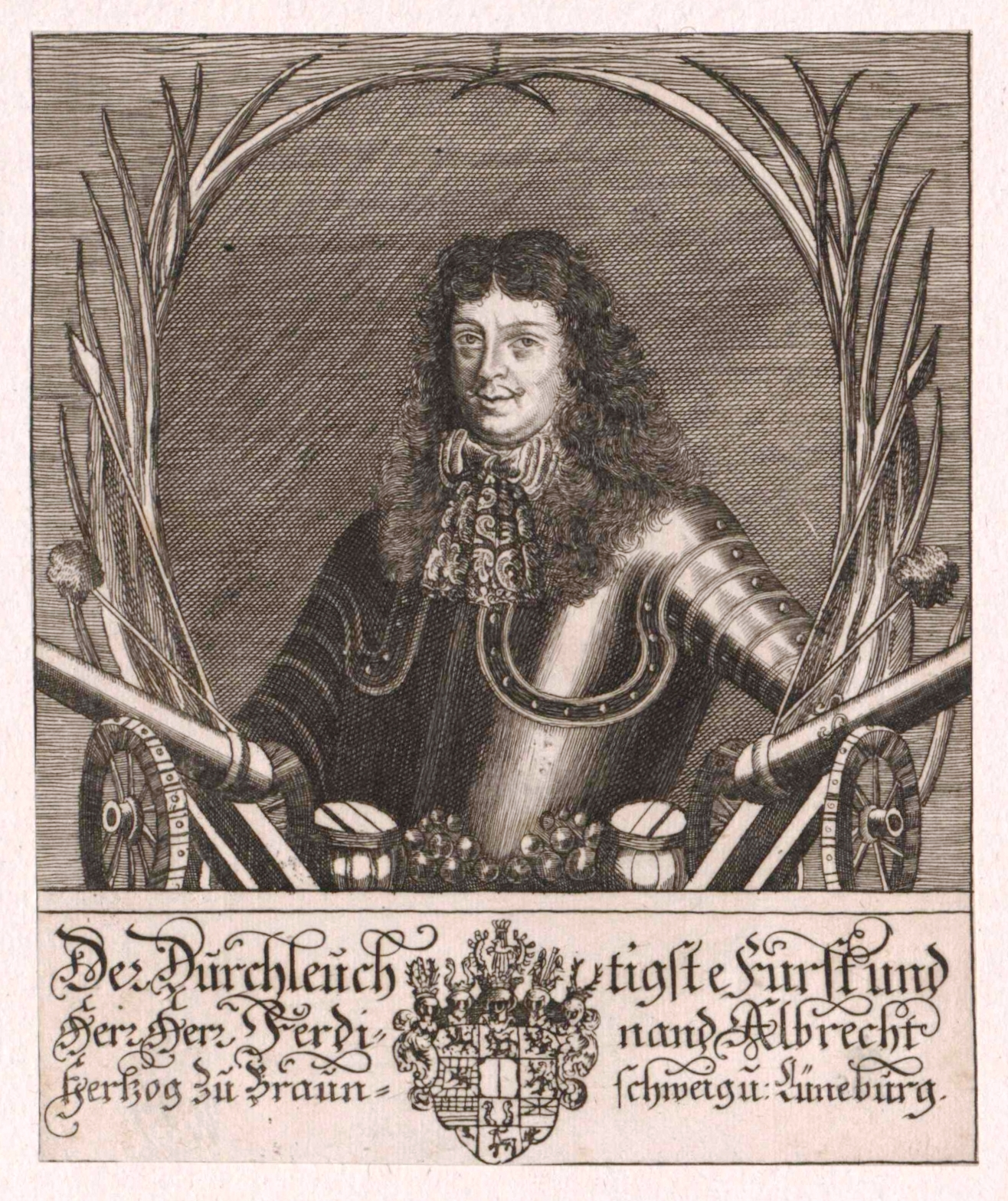
Ferdinando Alberto I di Brunswick-Lüneburg in una stampa d'epoca

Ferdinando Alberto era il quarto figlio di Ferdinando Alberto I di Brunswick-Lüneburg ed aveva combattuto al fianco dell'imperatore Leopoldo I nella guerra di successione spagnola.

### Carriera militare

Ferdinando Alberto da giovane

Nel 1704 era divenuto aiutante personale dell'imperatore; nel 1707, maggiore generale, e nel 1711 luogotenente feldmaresciallo. Durante la guerra austro turca del 1716-1718, servì sotto il principe Eugenio di Savoia, partecipando alle battaglie di Belgrado e Petrovaradin, e divenendo comandante della fortezza di Komárno. Nel 1723, divenne feldmaresciallo, e nel 1733, generale feldmaresciallo.

### Matrimonio

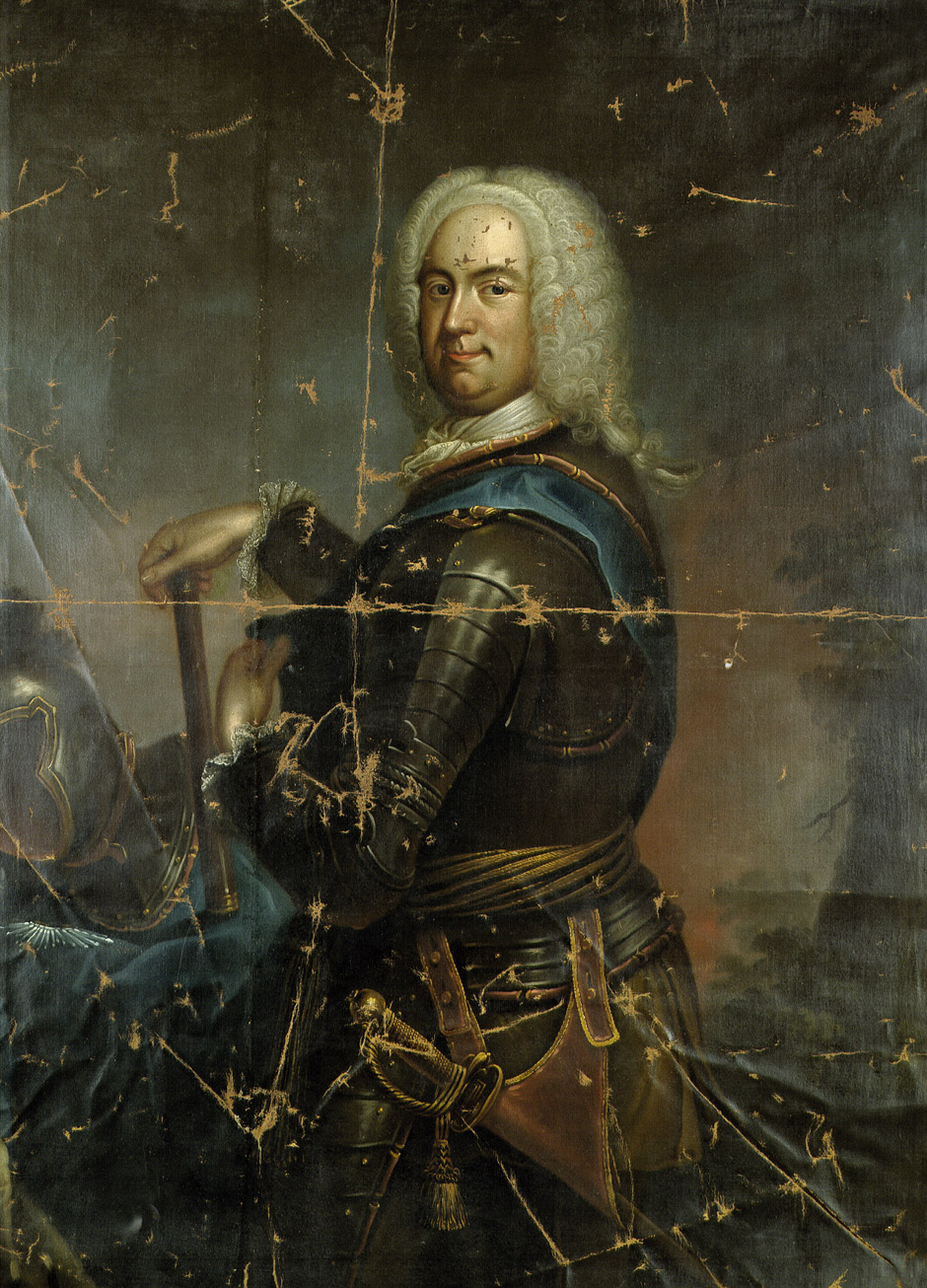
Ferdinando Alberto nel 1720

Ferdinando Alberto sposò Antonietta Amalia di Brunswick-Wolfenbüttel (1696 – 1762), figlia del cugino Luigi Rodolfo.

### Duca di Brunswick-Wolfenbüttel e morte

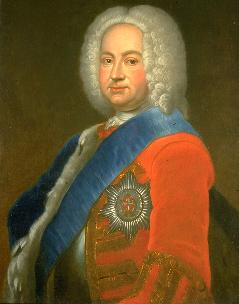
Ferdinando Alberto II, duca di Brunswick-Wolfenbüttel

Alla morte del cugino Luigi Rodolfo nel marzo del 1735, Ferdinando Alberto ereditò il principato di Wolfenbüttel e diede le dimissioni dal grado di feldmaresciallo, ma morì dopo soli sei mesi di governo.

## Discendenza
Ferdinando Alberto ebbe da Antonietta Amalia di Brunswick-Wolfenbüttel i seguenti figli che raggiunsero l'età adulta:
- Carlo (1713 – 1780), sposò Filippina Carlotta, figlia di Federico Guglielmo I di Prussia;
- Antonio Ulrico (1714 – 1776), sposò la principessa Elisabetta di Meclemburgo-Schwerin;
- Elisabetta Cristina (1715 – 1797), sposò Federico II di Prussia;
- Luigi Ernesto (1718 – 1788);
- Federica (1719 – 1772);
- Ferdinando (1721 – 1792), feldmaresciallo prussiano;
- Luisa Amalia (1722 – 1780), sposò Augusto Guglielmo, figlio di Federico Guglielmo I di Prussia;
- Sofia Antonia (1724 – 1802), sposò Ernesto Federico di Sassonia-Coburgo-Saalfeld;
- Alberto (1725 – 1745);
- Carlotta (1725 – 1766);
- Teresa (1728 – 1778);
- Giuliana Maria (1729 – 1796), sposò Federico V di Danimarca;
- Federico Francesco (1732 – 1758), deceduto combattendo come maggiore generale ad Hochkirch.

## Ascendenza
|                                                       |                         |                                                       | Genitori                              |  |  | Nonni |  |  | Bisnonni                         |  |  | Trisnonni                       |  |
|                                                       |                         |                                                       |                                       |  |  |       |  |  | Enrico III di Brunswick-Lüneburg |  |  | Ernesto I di Brunswick-Lüneburg |  |
|                                                       |                         |                                                       |                                       |  |  |       |  |  | Enrico III di Brunswick-Lüneburg |  |  | Ernesto I di Brunswick-Lüneburg |  |
|                                                       |                         | Sofia di Meclemburgo-Schwerin                         |                                       |  |  |       |  |  | Enrico III di Brunswick-Lüneburg |  |  |                                 |  |
| Augusto di Brunswick-Lüneburg                         |                         |                                                       |                                       |  |  |       |  |  | Enrico III di Brunswick-Lüneburg |  |  |                                 |  |
|                                                       |                         | Ursula di Sassonia-Lauenburg                          | Francesco I di Sassonia-Lauenburg     |  |  |       |  |  |                                  |  |  |                                 |  |
|                                                       |                         | Ursula di Sassonia-Lauenburg                          | Francesco I di Sassonia-Lauenburg     |  |  |       |  |  |                                  |  |  |                                 |  |
|                                                       |                         | Ursula di Sassonia-Lauenburg                          | Sibilla di Sassonia-Freiberg          |  |  |       |  |  |                                  |  |  |                                 |  |
| Ferdinando Alberto I di Brunswick-Lüneburg            |                         | Ursula di Sassonia-Lauenburg                          |                                       |  |  |       |  |  |                                  |  |  |                                 |  |
|                                                       |                         | Giovanni Alberto II di Meclemburgo-Güstrow            | Giovanni VII di Meclemburgo-Schwerin  |  |  |       |  |  |                                  |  |  |                                 |  |
|                                                       |                         | Giovanni Alberto II di Meclemburgo-Güstrow            | Giovanni VII di Meclemburgo-Schwerin  |  |  |       |  |  |                                  |  |  |                                 |  |
|                                                       |                         | Giovanni Alberto II di Meclemburgo-Güstrow            | Sofia di Holstein-Gottorp             |  |  |       |  |  |                                  |  |  |                                 |  |
| Elisabetta Sofia di Meclemburgo                       |                         | Giovanni Alberto II di Meclemburgo-Güstrow            |                                       |  |  |       |  |  |                                  |  |  |                                 |  |
|                                                       |                         | Margherita Elisabetta di Meclemburgo-Güstrow          | Cristoforo di Meclemburgo-Güstrow     |  |  |       |  |  |                                  |  |  |                                 |  |
|                                                       |                         | Margherita Elisabetta di Meclemburgo-Güstrow          | Cristoforo di Meclemburgo-Güstrow     |  |  |       |  |  |                                  |  |  |                                 |  |
|                                                       |                         | Margherita Elisabetta di Meclemburgo-Güstrow          | Elisabetta Vasa                       |  |  |       |  |  |                                  |  |  |                                 |  |
| Ferdinando Alberto II di Brunswick-Lüneburg           |                         | Margherita Elisabetta di Meclemburgo-Güstrow          |                                       |  |  |       |  |  |                                  |  |  |                                 |  |
|                                                       | Maurizio d'Assia-Kassel | Guglielmo IV d'Assia-Kassel                           |                                       |  |  |       |  |  |                                  |  |  |                                 |  |
|                                                       | Maurizio d'Assia-Kassel | Guglielmo IV d'Assia-Kassel                           |                                       |  |  |       |  |  |                                  |  |  |                                 |  |
|                                                       | Maurizio d'Assia-Kassel | Sabina di Württemberg                                 |                                       |  |  |       |  |  |                                  |  |  |                                 |  |
| Federico d'Assia-Wanfried-(Eschwege)                  | Maurizio d'Assia-Kassel |                                                       |                                       |  |  |       |  |  |                                  |  |  |                                 |  |
|                                                       |                         | Giuliana di Nassau-Dillenburg                         | Giovanni VII di Nassau-Siegen         |  |  |       |  |  |                                  |  |  |                                 |  |
|                                                       |                         | Giuliana di Nassau-Dillenburg                         | Giovanni VII di Nassau-Siegen         |  |  |       |  |  |                                  |  |  |                                 |  |
|                                                       |                         | Giuliana di Nassau-Dillenburg                         | Maddalena di Waldeck                  |  |  |       |  |  |                                  |  |  |                                 |  |
| Cristina d'Assia-Eschwege                             |                         | Giuliana di Nassau-Dillenburg                         |                                       |  |  |       |  |  |                                  |  |  |                                 |  |
|                                                       |                         | Giovanni Casimiro del Palatinato-Zweibrücken-Kleeburg | Giovanni I del Palatinato-Zweibrücken |  |  |       |  |  |                                  |  |  |                                 |  |
|                                                       |                         | Giovanni Casimiro del Palatinato-Zweibrücken-Kleeburg | Giovanni I del Palatinato-Zweibrücken |  |  |       |  |  |                                  |  |  |                                 |  |
|                                                       |                         | Giovanni Casimiro del Palatinato-Zweibrücken-Kleeburg | Maddalena di Jülich-Kleve-Berg        |  |  |       |  |  |                                  |  |  |                                 |  |
| Eleonora Caterina del Palatinato-Zweibrücken-Kleeburg |                         | Giovanni Casimiro del Palatinato-Zweibrücken-Kleeburg |                                       |  |  |       |  |  |                                  |  |  |                                 |  |
|                                                       |                         | Caterina Vasa                                         | Carlo IX di Svezia                    |  |  |       |  |  |                                  |  |  |                                 |  |
|                                                       |                         | Caterina Vasa                                         | Carlo IX di Svezia                    |  |  |       |  |  |                                  |  |  |                                 |  |
|                                                       |                         | Caterina Vasa                                         | Anna Maria di Wittelsbach-Simmern     |  |  |       |  |  |                                  |  |  |                                 |  |
|                                                       |                         | Caterina Vasa                                         |                                       |  |  |       |  |  |                                  |  |  |                                 |  |